# Cape Ray
Cape Ray ist ein Kap im äußersten Südwesten der Insel Neufundland in der kanadischen Provinz Newfoundland and Labrador.
Auf der anderen Seite der Cabotstraße, der Hauptausfahrt des Sankt-Lorenz-Golf, liegt ihm auf Cape Breton Island in der Provinz Nova Scotia das Cape North gegenüber. In einer Bucht östlich des Kaps erreichte das von Frederic Gisborne initiierte Unterwasserkabel der New York, Newfoundland and London Telegraph Company die Insel.
Das Kap wird durch einen Leuchtturm markiert, der zuerst 1871 aus Holz errichtet wurde. Er brannte wie sein 1885 errichteter Nachfolger ab und wurde 1959 in Beton neu erbaut.
Nahe Cape Ray befand sich ein Sommerlager der Dorset Eskimos, das teilweise archäologisch erschlossen wurde.
Die Ortschaft Cape Ray und das Schiff der United States Maritime Administration, Cape Ray (T-AKR-9679) sind nach dem Kap benannt.